# Redingtonia alba
Redingtonia alba är en fjärilsart som beskrevs av Barnes och Mcdunnough 1912. Redingtonia alba ingår i släktet Redingtonia och familjen nattflyn. Inga underarter finns listade.